# Abd Al·lah ibn Ismaïl
Abd Al·lah ibn Ismaïl (1678 - 1757, Sultan Abu Abbas Mulay Abd Allah ibn Ismail al-Samin, àrab: عبد الله بن إسماعي) fou soldà de la dinastia alauita del Marroc per sis vegades entre 1729 i 1757. Segons els historiadors va ser enderrocat fins a cinc vegades i sempre tornat a cridar al poder fins que va morir essent soldà. La seva capital fou de vegades a Meknes i d'altres a Dar Dbibagh prop de Fes. Era fill de Mulay Ismail.
Va succeir el seu germanastre Mawlay Ahmad al-Dhahabi ben Ismail el 5 de març de 1729, quan els Abid al-Bukhari (exèrcit de negres creat pel seu pare Mawlay Ismail) el van portar al poder a petició de la seva mare; va entrar a Fes el 31 de març del 1729. els seus germans Ahmad al-Dhahabi i Mulay Abd al-Malik ibn Ismail li van disputar el poder durant dos anys. Va sufocar la revolta de la ciutat de Fes després d'un setge de 6 mesos i va fer una campanya a l'Atles central que va fracassar, essent llavors enderrocat pels abid a Meknes (28 de setembre de 1734; va fugir (29 de setembre de 1734) cap al Wadi Nun on vivia la tribu de la seva mare els gish o djaysh del grup Udaya. El seu germà Ali al-Aradj va ser proclamat soldà.
El 12 de maig del 1736 el seu germà fou deposat i fou cridat de nou al poder assolint el poder dia 23 de maig, però enderrocat altre al cap de pocs mesos pels Abid al-Bukhari el 8 d'agost de 1736, i es va refugiar amb els amazics Ayt Idrasan. Fou proclamat el seu germà Muhammad ben al-Arabiyya, i més tard un altre germà, Mawlay al-Mustadi.
El febrer de 1740 fou cridat un altre cop al poder i va haver de lluitar contra Al-Mustadi que s'havia aliat al governador de Tànger Ahmad al-Riff; poc temps després, el 13 de juny de 1741, els Abid al-Bukhari el van deposar i van portar al poder a un germà, Zayn al-Abidin ibn Ismail. Amb l'ajut de grups amazics de l'Atles central i mitjà va recuperar el poder al cap de pocs mesos encara el 24 de novembre de 1741. Altre cop fou enderrocat pels Abid al-Bukhari el 3 de febrer de 1742, i proclamat el seu germà Mulay al-Mustadi ibn Ismail. Però fou cridat per cinquena vegada al tron el maig de 1743. Llavors va derrotar Al-Mustadi i Al-Riff i va començar a pacificar el país.
El Juliol de 1747 fou deposat i va ser proclamat per tercera vegada el seu germà Mulay al-Mustadi ibn Ismail que al seu torn fou deposat l'octubre de 1748 i Mulay Muhammad III ibn Abd Allah, governador de Marràqueix posat al tron, però aquest quan va tenir el control, va restaurar per sisena vegada al seu pare, que llavors va governar fins a la seva mort el 10 de novembre del 1757 a Dar Iddibibag. Va deixar dos fills i una filla.

## Períodes de govern
- 1729-1734
- 1736
- 1740-1741
- 1741-1742
- 1743-1747
- 1748-1757